# Schlacht auf der Planta
Neuss – Héricourt – Planta – Grandson – Murten – Nancy
Die Schlacht auf der Planta war eine militärische Auseinandersetzung zwischen dem Herzogtum Savoyen und den Eidgenossen und Oberwallisern während der Burgunderkriege (1474–1477). Sie fand am 13. November 1475 statt.

## Vorgeschichte
Im Januar 1475 schloss Karl der Kühne, Herzog von Burgund, ein Bündnis mit dem Herzogtum Savoyen und dem Herzogtum Mailand. Dies erfolgte als Reaktion auf den Ewigen Frieden, den die Eidgenossen 1474 mit dem Kaiser (Habsburg) schlossen. Kaiser Friedrich III. forderte die Eidgenossen auf, am Reichskrieg gegen Karl den Kühnen teilzunehmen, woraufhin die eidgenössische Tagsatzung Bern ermächtigte, Burgund den Krieg zu erklären.
Die sieben Zenden des Wallis waren durch die Bündnispolitik Burgunds von zwei Seiten bedroht:
- Im Westen durch das Herzogtum Savoyen, Grenzverlauf der Fluss Morge westlich der Hauptstadt Sitten. Das Verhältnis zu Savoyen war geprägt durch gegenseitige Gebietsforderungen und Misstrauen, es herrschte ein eigentlicher Kleinkrieg.
- Im Osten durch das Herzogtum Mailand, welches Söldner für Burgund über den Grossen St. Bernhard (Pass) sandte.

Im Oktober 1475 forderten die Berner, welche Gebiete im Waadtland erobert hatten, die Walliser auf, ebenfalls loszuschlagen. Der zweimalige Angriff der Walliser auf das befestigte Conthey blieb jedoch erfolglos. Der Bischof von Genf, Johann Ludwig von Savoyen, konnte mit seinen savoyischen Truppen die Stellungen halten und wartete auf die Hauptmacht des savoyischen Heeres.
Am 12. November traf die savoyische Hauptmacht unter Herzogin Yolanda von Savoyen in Conthey ein, rund 10'000 Mann mit 1'500 berittenen Edelleuten.
Der Stadt Sitten standen nur 300 Mann zur Verteidigung zur Verfügung. Der Landsturm der Zenden, rund 3'000 bis 4'000 Mann war erst im Anmarsch.

## Erste Phase der Schlacht

Der Angriff Savoyens

Am Morgen des 13. November stiess die Hauptmacht der Savoyer (1.) über den Grenzfluss Morge und schlug nach einem kurzen Gefecht (2.) die Vorhut der Walliser in die Flucht.
Im gleichen Zuge stiess eine kleinere Truppe der Savoyer (3.) über die linke Flanke nach Savièse vor,
schlug die Verteidiger und plünderte und brandschatzte die Dörfer.
Das Hauptheer rückte nun gegen die Stadt Sitten (Sion) vor und drang in die westlichen Teile der Stadt ein (4.). Der nun eintreffende Landsturm der Zenden konnte die Savoyer wieder aus der Stadt vertreiben.

## Zweite Phase der Schlacht

Die Schlacht auf der Planta

Die savoyischen Truppen formierten sich vor der Stadt im Orte La Planta neu. Die schlecht ausgerüsteten Walliser konnten auf offenem Feld den Savoyern nichts entgegenstellen, schon lösten sich einige Truppen des Landsturms auf. Nun stießen rund 3'000 Freiwillige (1.) unter Berner Führung aus Bern, Freiburg und Solothurn über den Sanetschpass Richtung Savièse vor und bedrohten die linke Flanke der Savoyer.
Die zurückweichenden Walliser wurden von den Bernern aufgefordert den Kampf wieder aufzunehmen, wer flüchtete wurde niedergemacht (2.).
Um die linke Flanke zu schützen, zogen sich die Savoyer etwas nach Westen zurück, die Eidgenossen und die Walliser griffen sofort frontal an (3.). Nach erbittertem Kampf ergriffen die Savoyer panikartig die Flucht und ließen den ganzen Tross zurück. Sechs Wagen mit Harnischen, Waffen und Rüstungen sowie einige Banner und 120 Streitrosse erbeuteten die Walliser. Die Verluste der Savoyer waren gross, über 1'000 Tote, darunter 300 Adlige und mehrere Gefangene. Die Verluste der Verbündeten sind nicht bekannt, scheinen aber verhältnismäßig gering gewesen zu sein. Die Walliser und Berner verfolgten die Flüchtenden bis zum Einbruch der Nacht, nach Conthey, welches gleich besetzt wurde (4.).

## Folgen
Die Folgen waren für das Herzogtum Savoyen verheerend:
In den Tagen nach der Schlacht eroberten die Walliser das ganze Unterwallis bis Saint-Maurice und besetzten den strategisch wichtigen Grossen St. Bernhardpass ohne nennenswerten Widerstand. Am 1. Dezember vermittelten Bern und Freiburg mit der Herzogin Yolanda von Savoyen einen Waffenstillstand.
Der Bischof von Sitten Walter Supersaxo weigerte sich später, die eroberten Gebiete an Savoyen zurückzugeben und verleibte sie 1477 als Untertanengebiete dem Wallis ein. Dazu berief er sich auf die sogenannte «Carolina», ein Dokument, das beweisen sollte, dass die Grafschaft Wallis seinerzeit von Karl dem Grossen Bischof Theodul als Lehen übergeben wurde. Dieses Dokument war eine Fälschung, welche der Bischof anfertigen liess, um die Eroberung des Unterwallis zu legitimieren. Bischof Theodul lebte 450 Jahre vor Karl dem Grossen.
Dieser militärische Erfolg verleitete die Bischöfe des Wallis und die Zenden in den folgenden Jahrzehnten zu einer aggressiven Expansionspolitik.